# Alstom

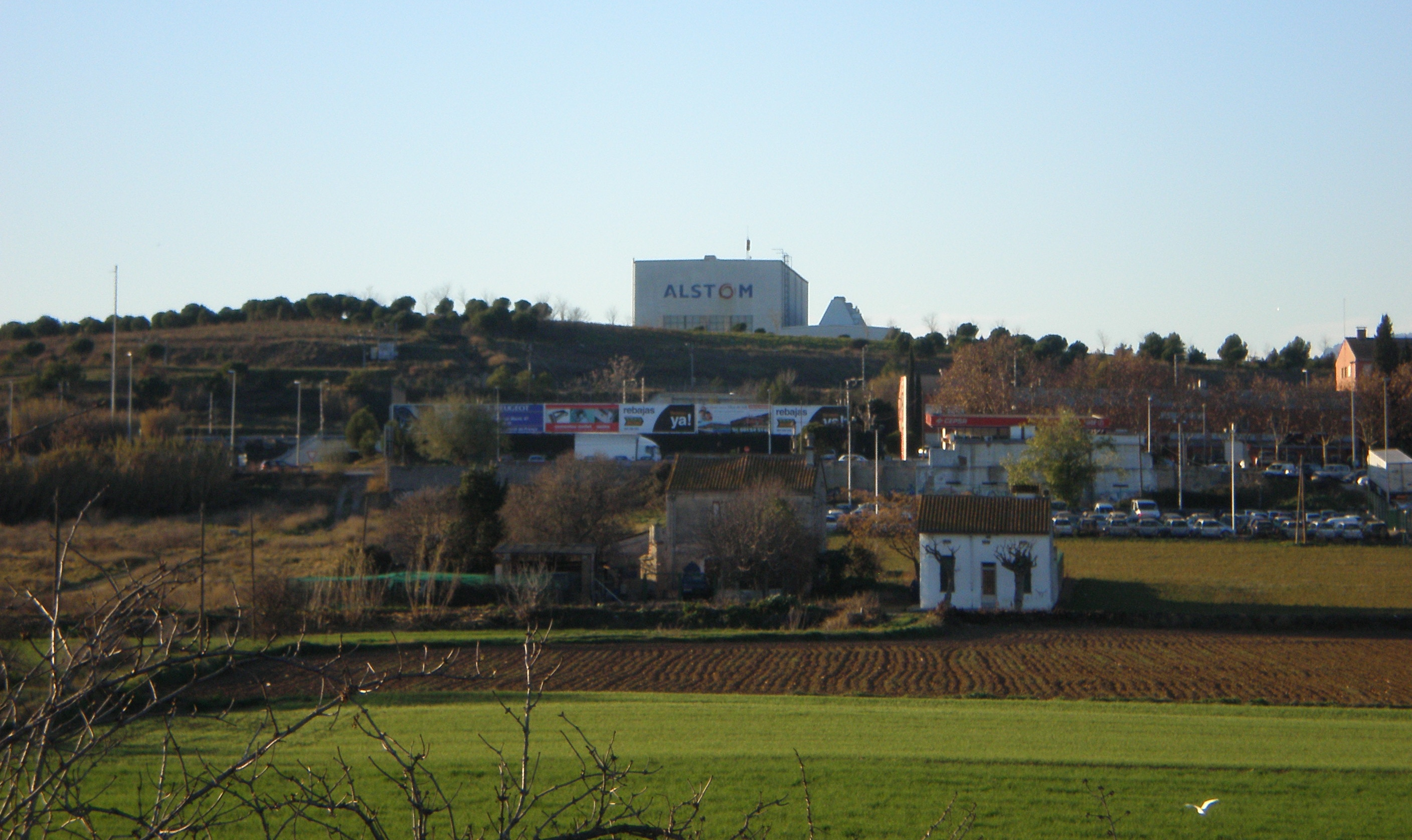
La factoria Alstom a Santa Perpètua de Mogoda vista des del Calderí a Mollet del Vallès.

Alstom (Euronext ALO) (antigament GEC-Alsthom, i inicialment Alsthom) és una empresa francesa centrada en el negoci de la fabricació de trens (com TGV, Eurostar, metros o tramvies) i la senyalització ferroviària.
Formava part del grup de la Compagnie Générale d'Électricité (CGE), el qual havia estat un dels socis fundadors d'Energia Elèctrica de Catalunya el 1911. El 1998 GE es dividí en tres grans branques de negoci, sent Alstom la dedicada a l'energia i el transport.
Recentment, al novembre de 2015, Alstom es va vendre els negocis de la generació d'electricitat (especialment energia hidroelèctrica), turbines (especialment per a centrals tèrmiques) i transport d'energia a General Electric, adquirint al mateix temps la part de senyalització ferroviària de la companyia nord-americana. Aquesta transacció va sanejar els comptes de la companyia i ha permès que la fàbrica de Santa Perpètua de Mogoda fos adquirida.
La penetració d'Alstom als Països Catalans es va iniciar amb la compra d'importants empreses metal·lúrgiques: la Maquinista Terrestre i Marítima i Macosa. Posteriorment, va entrar al mont eòlic gràcies a la compra d'Ecotècnia, una empresa fundada a Catalunya principalment per gent relacionada amb la UPC.